# Solanum trichoneuron
Solanum trichoneuron là loài thực vật có hoa trong họ Cà. Loài này được Lillo miêu tả khoa học đầu tiên năm 1910.